# 夏煊泽
夏煊泽（1979年1月5日—），绰号“大嘴”，浙江温州瑞安人，中国退役男子羽毛球运动员，中共党员，現任中国羽毛球协会副主席及中国国家羽毛球队单打组主教练。

## 生平
1989年11月加入浙江队，1996年入选中國国家代表队。曾獲得2000年全英羽毛球公开赛、瑞士羽毛球公開賽男单冠军。2000年，夏煊泽作为中国羽毛球队男子单打一号选手，参加悉尼奥运会，于半决赛以0：2负于当届亚军叶诚万，铜牌战则战胜彼得·盖德获得季军。2003年，夏煊泽夺得世界羽毛球锦标赛男单冠军。一年之后，因林丹、鲍春来等新人的冒起，夏煊泽落选了雅典奥运会参赛阵容。夏煊泽于2007年退役，其后出任中国羽毛球青年女队教练。。
在2019年1月28日，中国羽毛球协会举行的第六届全国代表大会上，夏煊泽当选中国羽协副主席。2021年，他担任中国羽毛球队教练，率队参加东京奥运会。

## 主要比賽成績
只列出曾進入準決賽的國際賽事成績：
| 年份   | 賽事                     | 項目     | 成績   |
| ------ | ------------------------ | -------- | ------ |
| 1999年 | 荷蘭羽毛球公開賽         | 男子單打 | 冠軍   |
| 1999年 | 德國羽毛球公開賽         | 男子單打 | 冠軍   |
| 1999年 | 中國羽毛球公開賽         | 男子單打 | 半決賽 |
| 2000年 | 全英羽毛球公開賽         | 男子單打 | 冠軍   |
| 2000年 | 瑞士羽毛球公開賽         | 男子單打 | 冠軍   |
| 2000年 | 日本羽毛球公開賽         | 男子單打 | 半決賽 |
| 2000年 | 湯姆斯盃                 | 男子單打 | 亞軍   |
| 2000年 | 馬來西亞羽毛球公開賽     | 男子單打 | 亞軍   |
| 2000年 | 奧林匹克運動會羽毛球比賽 | 男子單打 | 銅牌   |
| 2001年 | 韓國羽毛球公開賽         | 男子單打 | 半決賽 |
| 2001年 | 蘇迪曼盃                 | 混合團體 | 冠軍   |
| 2001年 | 馬來西亞羽毛球公開賽     | 男子單打 | 半決賽 |
| 2001年 | 世界羽毛球大獎賽總決賽   | 男子單打 | 冠軍   |
| 2001年 | 亞洲羽毛球錦標賽         | 男子單打 | 冠軍   |
| 2001年 | 中國羽毛球公開賽         | 男子單打 | 冠軍   |
| 2002年 | 日本羽球公開賽           | 男子單打 | 亞軍   |
| 2002年 | 湯姆斯盃                 | 男子團體 | 季軍   |
| 2002年 | 新加坡羽毛球公開賽       | 男子單打 | 半決賽 |
| 2002年 | 亞洲羽毛球錦標賽         | 男子單打 | 季軍   |
| 2003年 | 日本羽毛球公開賽         | 男子單打 | 冠軍   |
| 2003年 | 蘇迪曼盃                 | 混合團體 | 亞軍   |
| 2003年 | 世界羽毛球錦標賽         | 男子單打 | 冠軍   |
| 2003年 | 香港羽毛球公開賽         | 男子單打 | 半決賽 |
| 2004年 | 韓國羽毛球公開賽         | 男子單打 | 冠軍   |
| 2004年 | 湯姆斯盃                 | 男子團體 | 冠軍   |
| 2004年 | 馬來西亞羽毛球公開賽     | 男子單打 | 半決賽 |
| 2004年 | 丹麥羽毛球公開賽         | 男子單打 | 亞軍   |
| 2004年 | 德國羽毛球公開賽         | 男子單打 | 亞軍   |
| 2006年 | 瑞士羽毛球公開賽         | 男子單打 | 亞軍   |
| 2006年 | 湯姆斯盃                 | 男子團體 | 冠軍   |

### 奧運會和世錦賽參賽紀錄
|          | 2000 | 2001 | 2003 |
| -------- | ---- | ---- | ---- |
| 男子單打 | 銅牌 | 8強  | 冠軍 |